# Hòa Thịnh
Hòa Thịnh là một xã thuộc tỉnh Đắk Lắk, Việt Nam.
Xã Hòa Thịnh có diện tích 144,71 km², dân số năm 1999 là 10602 người, mật độ dân số đạt 73 người/km².
Xã Hòa Thịnh có các thôn: Mỹ Xuân 1, Mỹ Xuân 2, Mỹ Trung, Mỹ Lâm, Mỹ Phú, Phú Hữu, Cảnh Tịnh, Mỹ Hòa, Mỹ Điền, Mỹ Cảnh.